# Сберегательная книжка

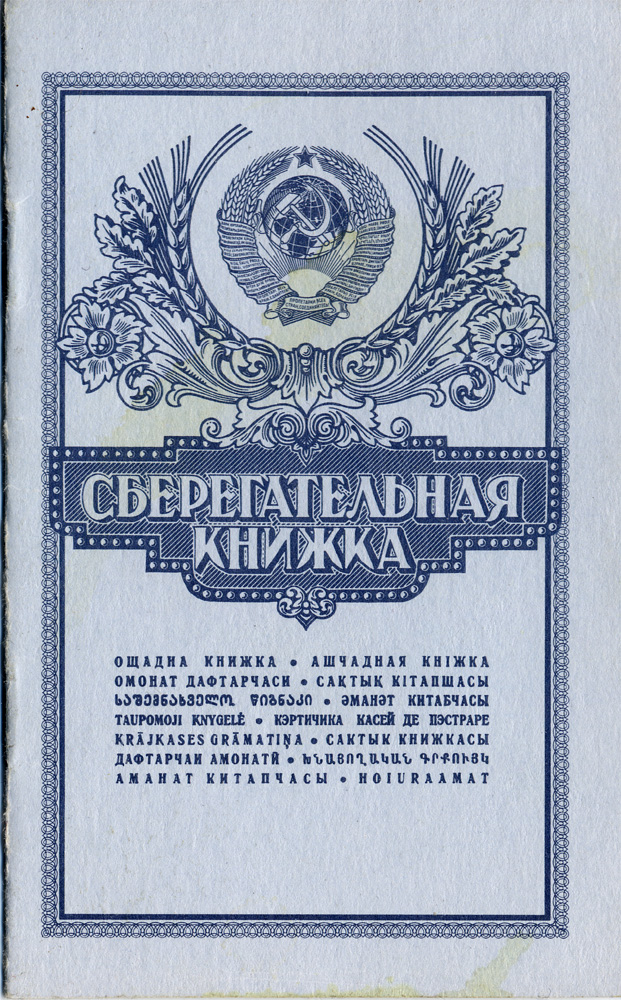
Сберегательная книжка Сбербанка СССР

Сберега́тельная кни́жка — документ, удостоверяющий заключение договора банковского вклада с гражданином и внесение денежных средств на его счёт по вкладу (статья 843 ГК РФ).

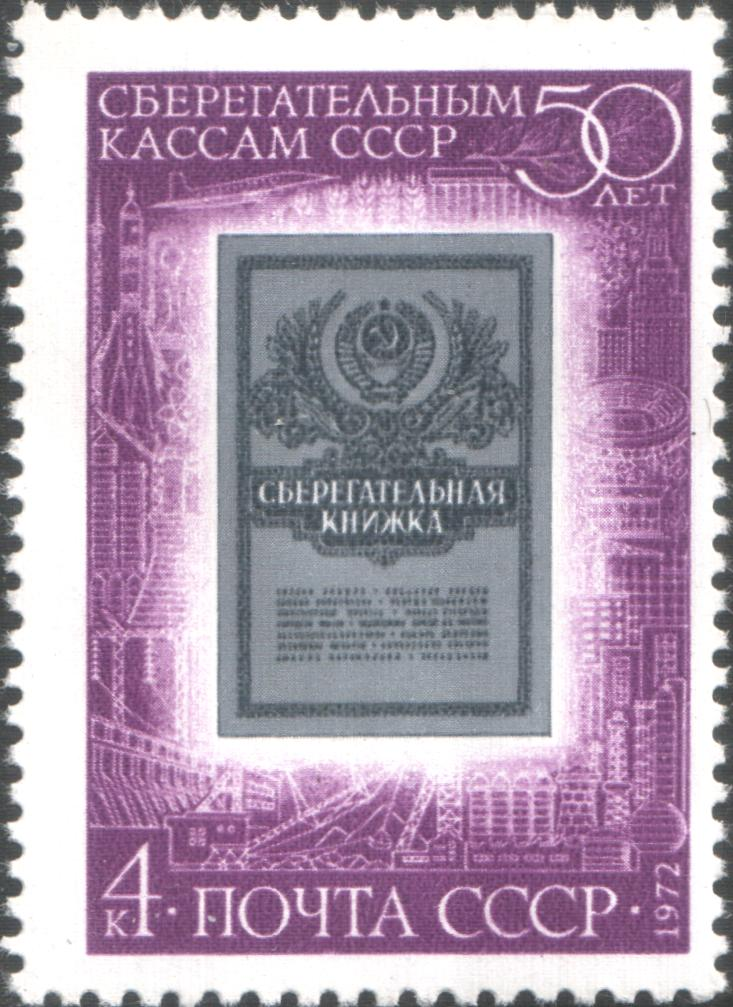
Сберегательная книжка на почтовой марке

В сберегательной книжке должны быть указаны и удостоверены банком наименование и местонахождение банка, а если вклад внесён в филиал, также его соответствующего филиала, номер счёта по вкладу, а также все суммы денежных средств, зачисленных на счёт, все суммы денежных средств, списанных со счёта, и остаток денежных средств на счёте на момент предъявления сберегательной книжки в банк.
Если не доказано иное состояние вклада, данные о вкладе, указанные в сберегательной книжке, являются основанием для расчётов по вкладу между банком и вкладчиком.
Выдача вклада, выплата процентов по нему и исполнение распоряжений вкладчика о перечислении денежных средств со счёта по вкладу другим лицам осуществляются банком при предъявлении сберегательной книжки.
Средняя годовая процентная ставка значительно ниже по вкладам на сберегательную книжку, нежели по другим видам вкладов.
Восстановление прав по утраченной сберегательной книжке на предъявителя осуществляется в порядке, предусмотренном для ценных бумаг на предъявителя.
В 2003 году Сбербанк представил новый вид ценной бумаги — Сберегательный сертификат. Сберегательный сертификат — это ценная бумага, которая оформляется на предъявителя. Сберегательный сертификат, подобно вкладу, предназначен для хранения и приумножения денежных средств с доходностью существенно выше, чем по вкладам.

## История

### Австрия
Австрийский священник Йохан Баптист Вебер придумал сберегательные книжки для обеспечения будущего детей из низших сословий. Первая сберегательная книжка появилась 4 октября 1819, её обладательницей стала Марие Шварц, затем свои сберкнижки получили некоторые дети в возрасте 12—15 лет. Сама идея существования сберегательной книжки стала востребованной не только в качестве обеспечения будущего детей, но и заинтересовала взрослых австрийцев, которые хотели позаботиться о своем финансовом благополучии в будущем. Сберкнижки сохранились в Австрии до 2020-х годов. На четырех страницах книжки указывается название банка, контрольный номер, номер счета и компьютерные данных о всех проводках по счету и процентах, которые были начислены. Если от клиента не поступило никаких распоряжений, то взнос принимается сроком на 3 месяца. В 2002 году в Австрии упразднили анонимные сберегательные книжки: до этого у банковских учреждений могло не быть данных о том, кто является собственником такой сберкнижки.

### Российская империя
В Российской империи владельцем первой сберегательной книжки стал чиновник петербургской Ссудной казны Николай Антонович Кристофари. Это событие произошло 13 марта 1842 года. В этот день сберкнижки появились у 76 вкладчиков, которые внесли денег на сумму в 426 рублей 50 копеек. На счету Николая Кристофари было 10 рублей серебром. К 1895 году населению было выдано свыше 2 млн сберегательных книжек.

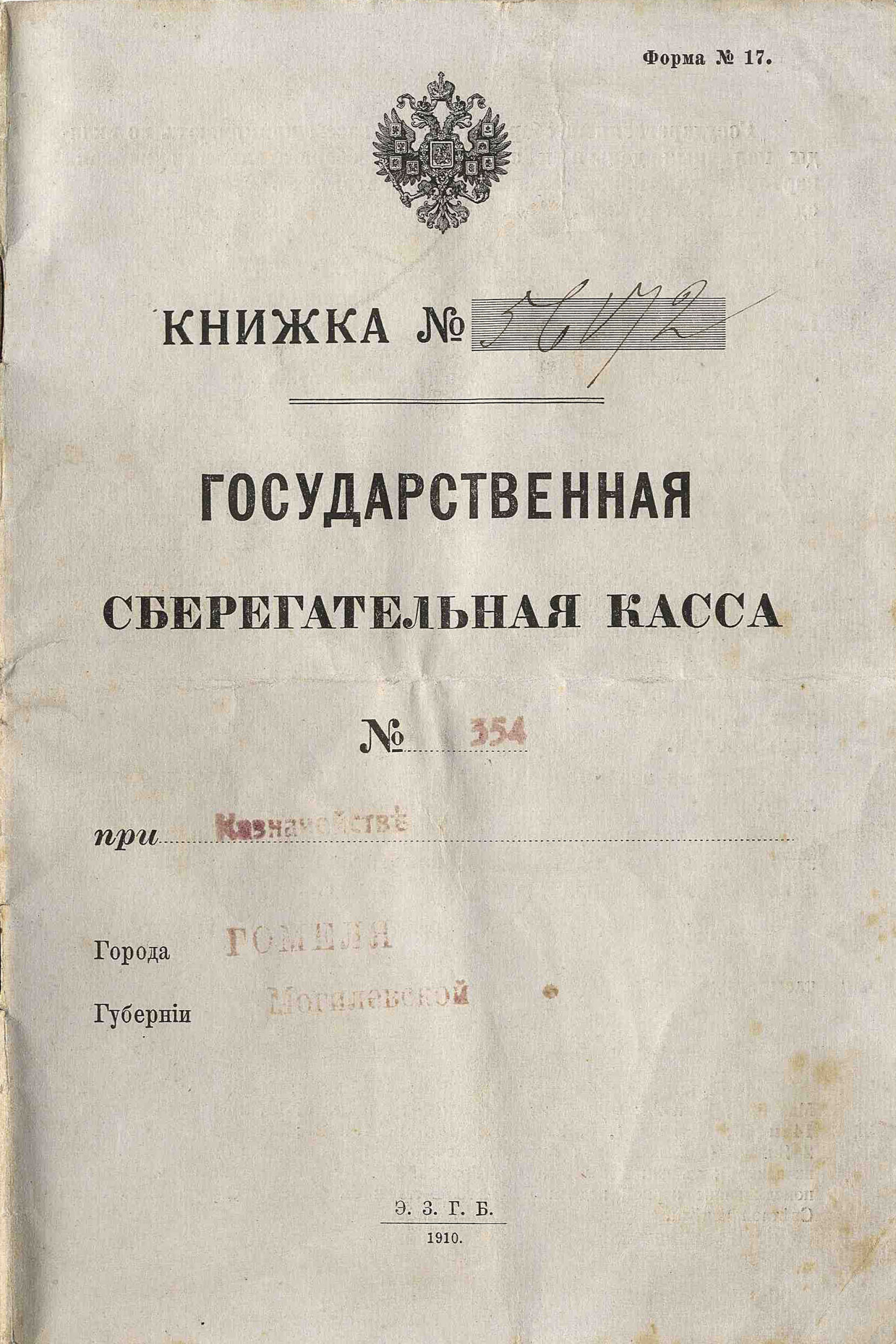
Книжка сберегательная в Российской империи

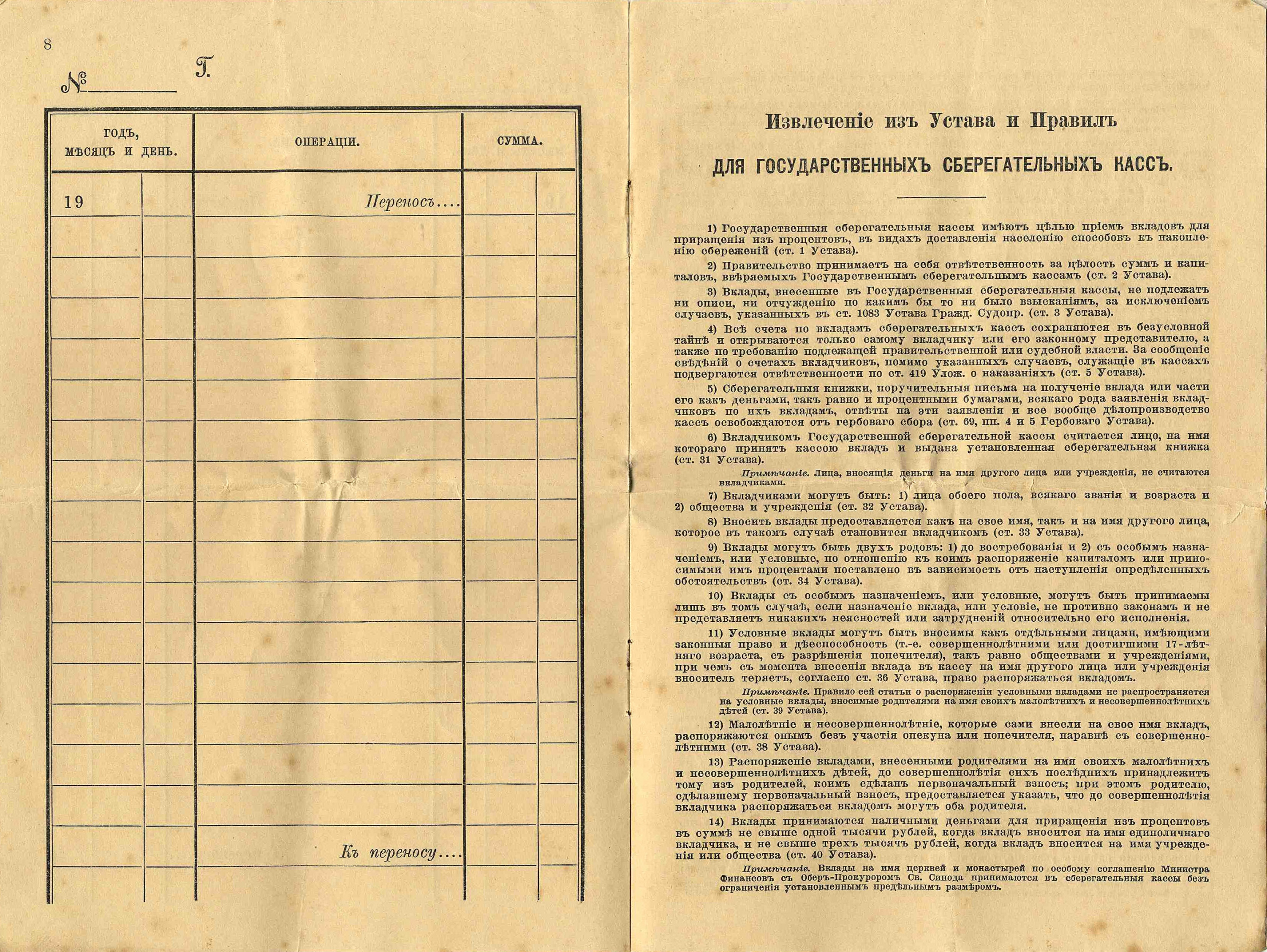
Книжка сберегательная государственной сберегательной кассы Гомеля Могилевской губернии в Российской Империи

## Использование книжки
Сотрудник банка выдаёт сберегательную книжку при открытии банковского счёта. Для того, чтобы снять или положить деньги на счёт («на книжку»), необходимо предъявить сберкнижку и документ, удостоверяющий личность, в любое отделение банка. При проведении операции сотрудник берёт книжку и распечатывает на ней на специальном принтере все операции со вкладом, произошедшие с последнего визита в банк.